# Ampelocissus elegans
Ampelocissus elegans är en vinväxtart som först beskrevs av Wilhelm Sulpiz Kurz, och fick sitt nu gällande namn av Gagnepain. Ampelocissus elegans ingår i släktet Ampelocissus och familjen vinväxter. Inga underarter finns listade i Catalogue of Life.